# George W. Romney

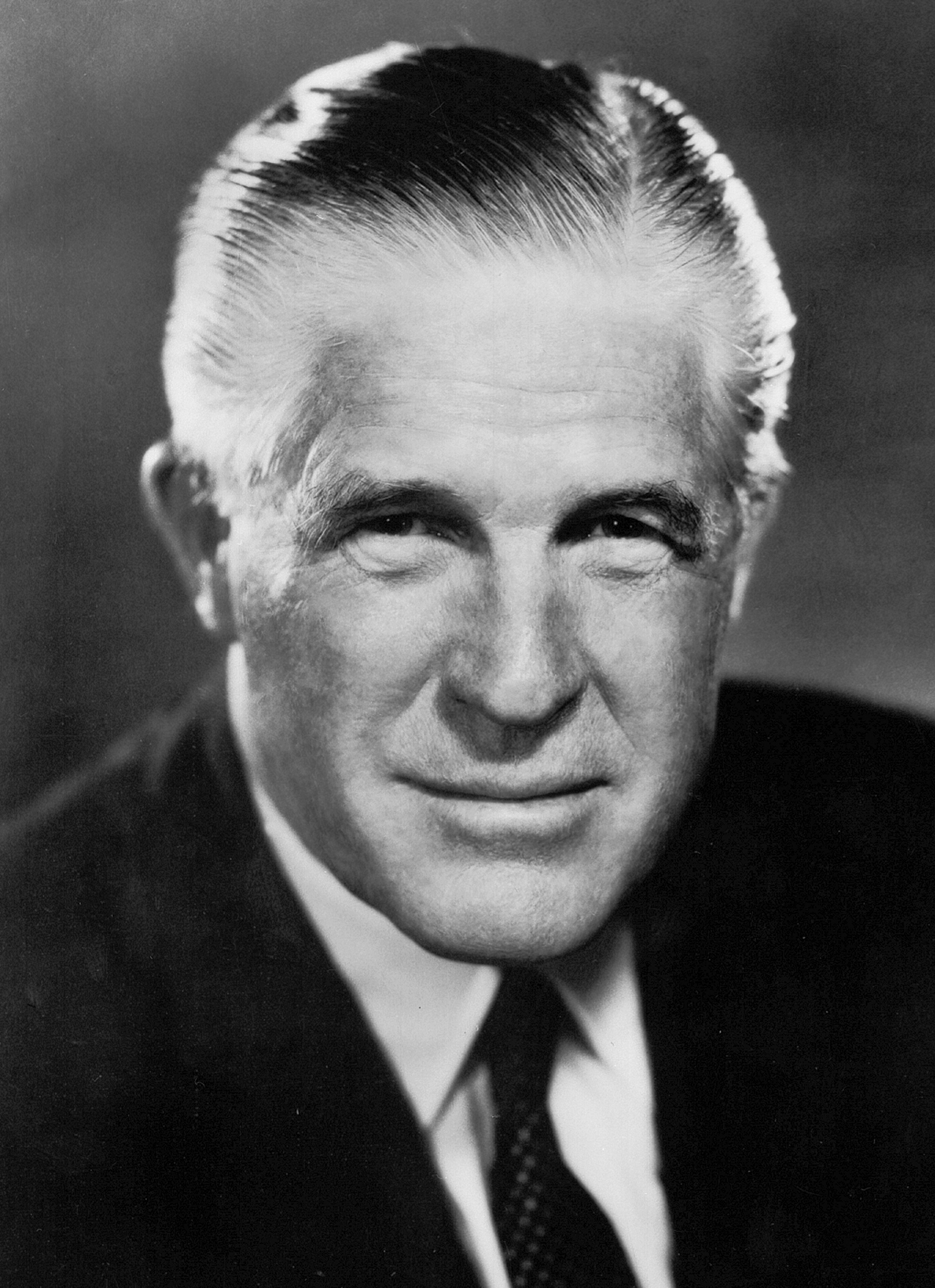
George W. Romney

George Wilcken Romney (* 8. Juli 1907 in Colonia Dublán, Chihuahua, Mexiko; † 26. Juli 1995 in Bloomfield Hills, Michigan) war ein US-amerikanischer Politiker und von 1963 bis 1969 der 43. Gouverneur von Michigan sowie zwischen 1969 und 1973 Bau- und Entwicklungsminister unter US-Präsident Richard Nixon. Er ist der Vater von Mitt Romney, US-Präsidentschaftskandidat im Jahr 2012.

## Frühe Jahre
Romneys Großvater, der Mormone Miles Park Romney, hatte vier Frauen. Nachdem Polygamie in Bundesterritorien der USA – der damalige Rechtsstatus Utahs – durch den  Edmunds Act 1882 verboten wurde, floh er 1885 mit anderen Mormonen nach Chihuahua in  Mexiko, obwohl Polygamie dort ebenfalls verboten war. Die Romneys gehörten zur fundamentalistischen LeBaron-Familie, deren Nachkommen heute noch in Mexiko leben. Noch als Kind kehrte George Romney mit seinen Eltern aus Mexiko in die Vereinigten Staaten zurück. Neben der Grundschule absolvierte er bei seinem Vater eine Zimmermannslehre. Danach war er einige Zeit als Missionar der Mormonen in England und Schottland unterwegs. Er besuchte die University of Utah und dann die George Washington University, an der er aber keinen Abschluss erwarb. Danach machte er eine erfolgreiche Karriere als Geschäftsmann. Zuerst arbeitete er für Alcoa, später wurde er Vorsitzender bzw. Präsident der American Motors Corporation. Er war auch Leiter eines Kirchendistriktes der Kirche Jesu Christi der Heiligen der Letzten Tage (Mormonen) im Großraum um Detroit.

## Politischer Aufstieg
George Romney war Mitglied der Republikanischen Partei. Im Jahr 1961 war er Leiter einer Kommission zur Überarbeitung der Landesverfassung von Michigan. 1962 wurde er von seiner Partei als Spitzenkandidat für die anstehende Gouverneurswahl nominiert und anschließend von den Wählern in dieses Amt gewählt.

## Gouverneur von Michigan

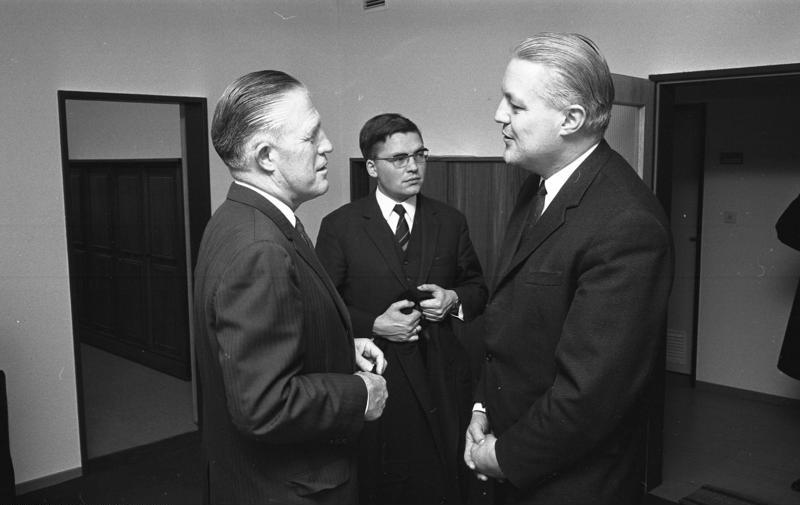
George Romney 1967 in Bonn mit Gerhard Stoltenberg

George Romney trat sein neues Amt am 1. Januar 1963 an. In seiner Amtszeit gab es in Michigan einen wirtschaftlichen Aufschwung. Die Steuergesetzgebung wurde reformiert und die Bürgerrechtsgesetze eingeführt. Außerdem trat eine neue Verfassung in Kraft, die unter anderem die Amtszeiten der Gouverneure von zwei auf vier Jahre verlängerte. Landesweit bedeutsam war, dass sich Romney 1964 gemeinsam mit anderen liberalen Republikanern gegen Barry Goldwater stellte und so zu dessen Scheitern als Präsidentschaftskandidat beitrug; den Rechtsruck der Partei konnte dies aber nicht dauerhaft aufhalten.
1967 bewarb sich Romney selbst um die Nominierung seiner Partei zum Präsidentschaftskandidaten. Aufgrund einiger taktischer Fehler und problematischer Aussagen (z. B. über eine angebliche „Gehirnwäsche“ durch das US-Militär während einer Vietnamreise), aber auch wegen der großen Unterstützung, die der konservativere Richard Nixon in seiner Partei genoss, konnte Romney dieses Ziel nicht erreichen. Hinzu kamen auch noch Probleme in Michigan, als der Gouverneur mit gewalttätigen Ausschreitungen in Detroit nicht alleine fertig wurde und Präsident Lyndon B. Johnson Bundestruppen zur Beruhigung der Lage entsenden musste. Auch seine Geburt in Mexiko sprach gegen eine Kandidatur, da er damit nicht als „Natural born citizen“ galt. Im Februar 1968 zog Romney seine Bewerbung für die Präsidentschaft zurück. Nixon wurde im Sommer zum republikanischen Präsidentschaftskandidaten nominiert und im November 1968 zum US-Präsidenten gewählt.

## Weiterer Lebenslauf
Nach Nixons Amtsantritt als Präsident berief er Romney als Bau- und Entwicklungsminister (Secretary of Housing and Urban Development) in sein Kabinett. Daraufhin trat Romney am 22. Januar 1969 als Gouverneur zurück. Bis 1972 blieb er Minister in Nixons Regierung. Danach zog sich Romney aus der Politik zurück. Er engagierte sich aber weiterhin für die Kirche Jesu Christi der Heiligen der Letzten Tage (Mormonen).
George W. Romney war mit Leonore LaFount verheiratet, mit der er vier Kinder hatte. Im Jahr 1994 kehrte er nochmals auf die politische Bühne zurück, als er den Wahlkampf seines Sohnes Mitt unterstützte, der damals erfolglos gegen Edward Kennedy um einen Sitz im US-Senat kandidierte. George Romney starb am 26. Juli 1995. Mitt Romney wurde später Gouverneur von Massachusetts und – nach einem erfolglosen Versuch im Jahr 2008 – im August 2012 Präsidentschaftskandidat der Republikaner.